# Sonet 117 (William Szekspir)

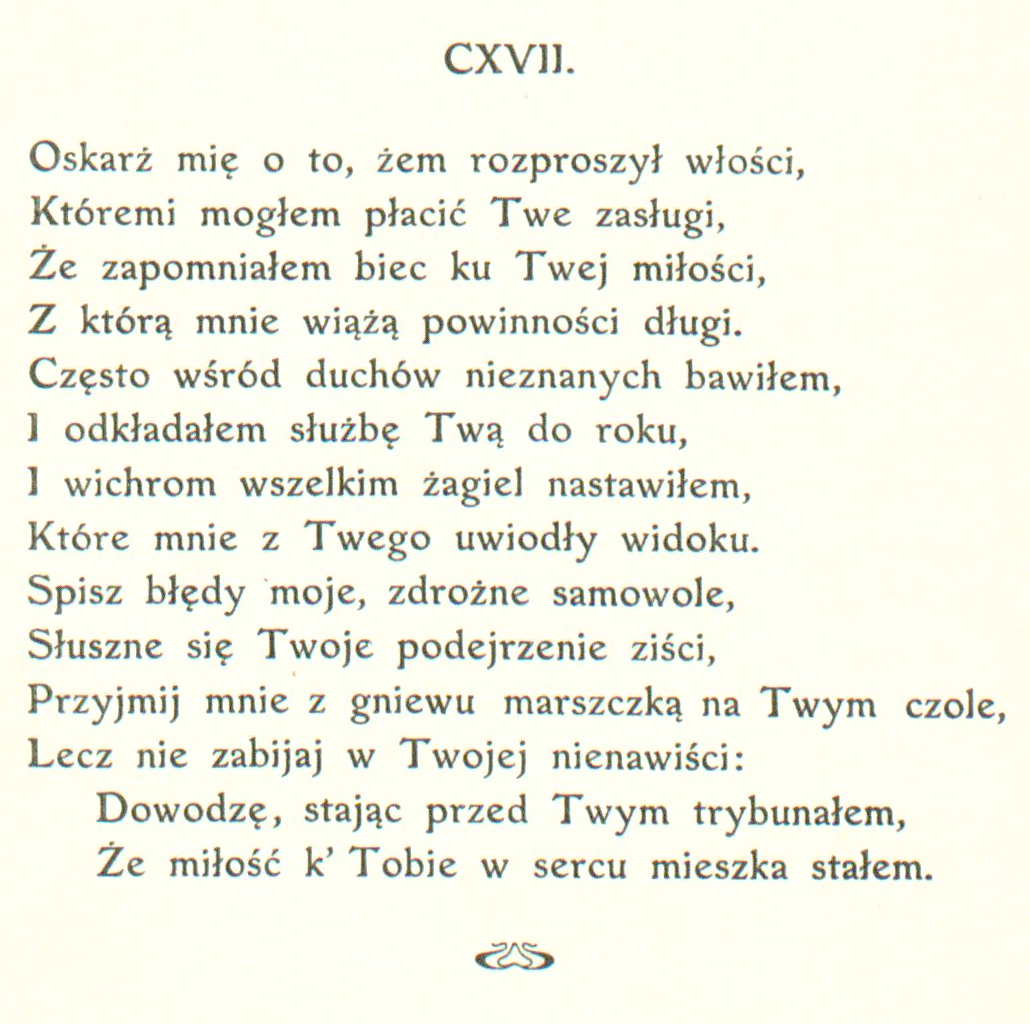
Pierwszy przekład sonetu 117 na język polski z 1913 przez ks. Marię Sułkowską.

Accuse me thus: that I have scanted all,

Wherein I should your great deserts repay,

Forgot upon your dearest love to call,

Whereto all bonds do tie me day by day;

That I have frequent been with unknown minds,

And given to time your own dear-purchas'd right;

That I have hoisted sail to all the winds

Which should transport me farthest from your sight.

Book both my wilfulness and errors down,

And on just proof surmise, accumulate;

Bring me within the level of your frown,

But shoot not at me in your waken'd hate;

Since my appeal says I did strive to prove

The constancy and virtue of your love.

Racz-że mnie łajać za to skąpstwo marne

W tem, com ci winien za twoje przysługi;

Że się do twojej miłości nie garnę,

Z którą mnie łączył dzień jeden i drugi;

Że na łup czerni rzuciła rozrzutna

Dłoń ma twe prawa tak drogo kupione,

Żem na wsze wiatry rozpinał swe płótna,

By w jaknajdalszą przeniosły mnie stronę.

Spisuj me błędy, notuj samowolę,

Syp dowodami choćby najrzęsiściej,

Kieruj przeciwko mnie swój gniew na czole,

Tylko swej żywej szczędź mi nienawiści.

Wszystkom to czynił, me kochanie lube,

Aby twą wierność wystawić na próbę.

Sonet 117 (incipit ACcuſe me thus,that I haue ſcanted all) – jeden z cyklu 154 sonetów autorstwa Williama Szekspira. Po raz pierwszy został opublikowany w 1609 roku.
Sonet 117 powraca do tematyki sonetów 109 – 113. 

## Treść
W sonecie tym podmiot liryczny, przez niektórych badaczy utożsamiany z autorem, broni się przed zarzutami zdrady oraz nielojalności wobec młodzieńca. W szerszym kontekście sonetów 33–36, poruszających temat opuszczenia i nielojalności, 40–42 – zdrady młodzieńca,  66–70 – bezwartościowości i wewnętrznej zdrady, 87–98 – zalet i wad, porzucenia  i separacji i  105 – stałości można uznać, że to podmiot liryczny musi znaleźć wytłumaczenie dla pozornego opuszczenia ukochanego, a nie młodzieniec, który jest usprawiedliwiony i nie musi się tłumaczyć. 
W warstwie słownej sonet 117 jest skonstruowany jak kalambur sonetu 116,  używa tych samych słów, metafor oraz języka celem uzyskania całkowicie odmiennego efektu. Przy użyciu tych samych słów podmiot liryczny scharakteryzowany jest w sonecie 116 jako osoba wielka, szlachetna, niedbająca o szczegóły i której umysł nie poddaje się logice, natomiast w sonecie 117 jako małostkowa, drobiazgowa a której umysł ściśle poddaje się logice.

## Polskie przekłady
| 1913 |  | Oskarż mię o to, żem rozproszył włości,         |  | Maria Sułkowska      | [ 10 ] |
| 1922 |  | Racz-że mnie łajać za to skąpstwo marne         |  | Jan Kasprowicz       | [ 4 ]  |
| 1948 |  | Napiszę w owym oskarżenia akcie, żem zalegał    |  | Władysław Tarnawski  | [ 11 ] |
| 1961 |  | Oskarżaj mnie, żem lekko twe zalety cenił,      |  | Wiesław Strzałkowski | [ 12 ] |
| 1968 |  | Wyrzucaj mi, że nie dość wdzięcznie płacę długi |  | Marian Hemar         | [ 13 ] |
| 1979 |  | Tak mnie oskarżaj: że wszystko strwoniłem,      |  | Maciej Słomczyński   | [ 14 ] |
| 2011 |  | Oskarż mnie, że wciąż spóźnia się owa danina,   |  | Stanisław Barańczak  | [ 7 ]  |
| 2015 |  | Skarż mnie tak: otom zaniedbał odpłaty          |  | Ryszard Długołęcki   | [ 15 ] |